# قاضی‌شهری
قاضی‌شهری (به ترکی استانبولی: Kadışehri) یک منطقهٔ مسکونی در ترکیه است که در استان یوزغاد واقع شده‌است. قاضی‌شهری ۱٬۱۱۴ متر بالاتر از سطح دریا واقع شده‌است.